# Donna che si pettina (Degas)
Donna che si pettina (Femme se coiffant) è un pastello su carta grigia applicata a cartone di Edgar Degas, di 82x57 cm, conservato nel Musée d'Orsay di Parigi, e dipinto tra il 1887 ed il 1890.

## Storia
Negli anni 1890 Degas è colpito da un serio problema agli occhi, per cui decide di dedicarsi spesso ai pastelli, tecnica veloce che gli evitava di affaticare la vista: così negli ultimi vent'anni della sua vita la sua produzione di nudi alla toeletta si compone di almeno 300 disegni fra i quali "La tinozza" del 1886 e "La pettinatrice" del 1896. Inoltre il pittore, a differenza degli altri impressionisti, non amava molto dipingere “en plein air” (all'aperto), ma preferiva raffigurare i suoi nudi nell'intimità, descrivendone i gesti quotidiani. La volontà dell'autore era di rappresentare le donne non nella loro bellezza idealizzata, ma nella vita intima quotidiana.

## Descrizione
Quest'opera è un capolavoro per l'invenzione del taglio e la resa coloristica. Il quadro ritrae una donna mentre si pettina: la prospettiva è dal basso verso l'alto, ed il corpo femminile è in parte nascosto dalla lunga chioma rossiccia e dall'asciugamano attorno alla vita. La donna è rappresentata in un curioso atteggiamento, che la fa assomigliare ad un violinista: il pettine nella mano destra sembra l'archetto di un violino, e la mano sinistra sembra tesa ad ascoltare meglio le note suonate. Capigliatura e gesto occupano il primo piano e caratterizzano la composizione, mentre l'artista cancella il viso della donna, girato e confuso nell'ombra. La figura è resa in modo sintetico: la linea, elemento fondamentale nella pittura di Degas, si spande per far sì che il colore varchi i suoi limiti senza che l'immagine perda consistenza, mentre la luce, che proviene da destra, colpisce il braccio piegato in alto e si condensa nel drappo bianco girato intorno ai fianchi.